# Kamp Jeroom
Kamp Jeroom is een Vlaams televisieprogramma dat sinds 30 september 2024 op Play4 wordt uitgezonden. De presentatie is in handen van Jeroom die wordt bijgestaan door Erik Van Looy. Het eerste seizoen van het programma was een voorbereiding op het 22ste seizoen van De Slimste Mens ter Wereld en werd maandag tot donderdag gedurende 2 weken uitgezonden. Jelle De Beule verving 2 afleveringen Van Looy door ziekte.
Na uitzending van het eerste seizoen werd meteen bekend dat Kamp Jeroom terug zou komen voor een tweede seizoen. Ditmaal waren de kandidaten niet enkel juryleden van De Slimste Mens Ter Wereld.
De eerste aflevering van het tweede seizoen werd uitgezonden op 3 april 2025, met daaropvolgende afleveringen wekelijks op donderdag.

## Seizoen 1
Elke aflevering strijden drie juryleden van De Slimste Mens ter Wereld tegen elkaar voor de titel van het beste jurylid. Elke kandidaat wordt bijgestaan door een partner. Deze is voor een voormalig jurylid of voormalige kandidaat van het programma. De winnaar van elke aflevering speelt een finalespel. Diegene met de hoogste score van het finalespel is het beste jurylid.

### Week 1
| Afl. | DSMTW-jurylid         | DSMTW-geschiedenis                                     | Partner            | DSMTW-geschiedenis                | Winnaar       | Uitslag finalespel |
| ---- | --------------------- | ------------------------------------------------------ | ------------------ | --------------------------------- | ------------- | ------------------ |
| 1    | Alex Agnew            | - Kandidaat S21 - Jurylid S22-heden                    | Dochter Amy Agnew  | /                                 | Team Rik      | 13 punten          |
| 1    | Pedro Elias           | - Kandidaat S12 + S18 - Jurylid S13-S16, S20-heden     | Otto-Jan Ham       | - Kandidaat S10 + S20             | Team Rik      | 13 punten          |
| 1    | Rik Verheye           | - Kandidaat S14 - Jurylid S15-heden                    | Viktor Verhulst    | - Kandidaat S16                   | Team Rik      | 13 punten          |
| 2    | Stefaan Degand        | - Jurylid S11-heden                                    | Kevin Janssens     | - Kandidaat S13                   | Team Bockie   | 14 punten          |
| 2    | Barbara Sarafian      | - Kandidaat S11, S15, S22 - Jurylid S16-heden          | Jonatan Medart     | /                                 | Team Bockie   | 14 punten          |
| 2    | Bockie De Repper      | - Kandidaat S18 - Jurylid S19-heden                    | Kat Kerkofs        | - Kandidaat S14 - Jurylid S18     | Team Bockie   | 14 punten          |
| 3    | Guga Baul             | - Kandidaat S10 + S21 - Jurylid S11 + S22-heden        | OSKI               | /                                 | Team Steven   | 10 punten          |
| 3    | Steven Van Herreweghe | - Kandidaat S5 + S9 - Jurylid S10, S12, S20-heden      | Peter Van de Veire | - Kandidaat S7, S13, S20          | Team Steven   | 10 punten          |
| 3    | William Boeva         | - Kandidaat S11 + S22 - Jurylid S12, S20-heden         | Margriet Hermans   | - Kandidaat S13 - Jurylid S17-S20 | Team Steven   | 10 punten          |
| 4    | Jan Jaap van der Wal  | - Kandidaat S14 - Jurylid S15-heden                    | Siska Schoeters    | - Kandidaat S13                   | Team Jennifer | 15 punten          |
| 4    | Jennifer Heylen       | - Kandidaat S18 - Jurylid S19-heden                    | Olga Leyers        | - Kandidaat S14 + S20             | Team Jennifer | 15 punten          |
| 4    | Lieven Scheire        | - Kandidaat S6, S17 + S20 - Jurylid S10-S12, S22-heden | Jacotte Brokken    | - Kandidaat S21                   | Team Jennifer | 15 punten          |

### Week 2
| Afl. | DSMTW-jurylid            | DSMTW-geschiedenis                                             | Partner               | DSMTW-geschiedenis                                    | Winnaar      | Uitslag finalespel |
| ---- | ------------------------ | -------------------------------------------------------------- | --------------------- | ----------------------------------------------------- | ------------ | ------------------ |
| 1    | Amelie Albrecht          | - Kandidaat S17 - Jurylid S20-heden                            | Soe Nsuki             | - Kandidaat S16 - Jurylid S18                         | Team James   | 10 punten          |
| 1    | Bart Cannaerts           | - Kandidaat S7, S10, S20 - Jurylid S11-S19, S21-heden          | Fien Germijns         | - Kandidaat S21                                       | Team James   | 10 punten          |
| 1    | James Cooke              | - Jurylid S15-heden                                            | Élodie Ouédraogo      | - Kandidaat S10, S15 - Jurylid S9, S20                | Team James   | 10 punten          |
| 2    | Soundos El Ahmadi        | - Kandidaat S21 - Jurylid S22-heden                            | Viola Sarkodee        | /                                                     | Team Soundos | 10 punten          |
| 2    | Sven de Leijer           | - Kandidaat S12 - Jurylid S10, S13-S18, S20-heden              | Gloria Monserez       | - Kandidaat S19                                       | Team Soundos | 10 punten          |
| 2    | Wim Willaert             | - Kandidaat S12 - Jurylid S22-heden                            | Charlie Dewulf        | - Kandidaat S21                                       | Team Soundos | 10 punten          |
| 3    | Jeroen van Koningsbrugge | - Kandidaat S16 - Jurylid S17, S20-heden                       | Bart Cannaerts        | - Kandidaat S7, S10, S20 - Jurylid S11-S19, S21-heden | Team Jonas   | 11 punten          |
| 3    | Jonas Geirnaert          | - Kandidaat S4, S14, S20 - Jurylid S11-S13, S15-S19, S21-heden | Liesa Naert           | - Kandidaat S6, S16                                   | Team Jonas   | 11 punten          |
| 3    | Tine Embrechts           | - Kandidaat S19, S20 - Jurylid S10, S21-heden                  | Ben Segers            | - Kandidaat S10                                       | Team Jonas   | 11 punten          |
| 4    | Ella Leyers              | - Kandidaat S18, S20 - Jurylid S19, S21-heden                  | Robin Pront           | - Kandidaat S10, S21                                  | Team Ella    | 17 punten          |
| 4    | Herman Brusselmans       | - Jurylid S12-S14, S16-heden                                   | Celine Van Ouytsel    | - Kandidaat S18                                       | Team Ella    | 17 punten          |
| 4    | Jelle De Beule           | - Kandidaat S7, S10 - Jurylid S11-S13, S17-heden               | Jaimie Van Kerschaver | /                                                     | Team Ella    | 17 punten          |

## Seizoen 2
Elke aflevering strijden drie duo's van bekende Vlamingen tegen elkaar. De 2 beste duo's van elke aflevering spelen een finalespel. Diegene met de hoogste score van het finalespel is het beste duo en komt op de ranking.
| Afl. | Duo | Duo's               | DSMTW-geschiedenis                                             | Winnaar | Afl. | Duo | Duo's                 | DSMTW-geschiedenis                                 | Winnaar |
| ---- | --- | ------------------- | -------------------------------------------------------------- | ------- | ---- | --- | --------------------- | -------------------------------------------------- | ------- |
| 1    | 1   | Ella Leyers         | - Kandidaat S18, S20 - Jurylid S19, S21-heden                  | Duo 2   | 5    | 1   | Pascale Platel        | - Kandidaat S22                                    | Duo 1   |
| 1    | 1   | Lukas Lelie         | - Kandidaat S13 - Jurylid S14, S17-S18                         | Duo 2   | 5    | 1   | Otto-Jan Ham          | - Kandidaat S10 + S20                              | Duo 1   |
| 1    | 2   | Pedro Elias         | - Kandidaat S12 + S18 - Jurylid S13-S16, S20-heden             | Duo 2   | 5    | 2   | Astrid Stockman       | - Kandidaat S17 + S20                              | Duo 1   |
| 1    | 2   | Wesley Sonck        | - Kandidaat S11, S20                                           | Duo 2   | 5    | 2   | Alex Agnew            | - Kandidaat S21 - Jurylid S22-heden                | Duo 1   |
| 1    | 3   | Zita Wauters        | /                                                              | Duo 2   | 5    | 3   | Sam Gooris            | - Kandidaat S14 - Jurylid S15                      | Duo 1   |
| 1    | 3   | Victor Schelstraete | - Kandidaat S22                                                | Duo 2   | 5    | 3   | Kenji Gooris          | /                                                  | Duo 1   |
| 2    | 1   | Vincent Voeten      | - Kandidaat S21                                                | Duo 1   | 6    | 1   | Bockie De Repper      | - Kandidaat S18 - Jurylid S19-heden                | Duo 2   |
| 2    | 1   | Jade Mintjens       | - Kandidaat S21                                                | Duo 1   | 6    | 1   | Celine Van Ouytsel    | - Kandidaat S18                                    | Duo 2   |
| 2    | 2   | Liesa Naert         | - Kandidaat S6, S16                                            | Duo 1   | 6    | 2   | James Cooke           | - Jurylid S15-heden                                | Duo 2   |
| 2    | 2   | Jonas Geirnaert     | - Kandidaat S4, S14, S20 - Jurylid S11-S13, S15-S19, S21-heden | Duo 1   | 6    | 2   | Dorian Liveyns        | - Kandidaat S19                                    | Duo 2   |
| 2    | 3   | Koen Crucke         | /                                                              | Duo 1   | 6    | 3   | Natalia               | - Kandidaat S17 - Jurylid S10-S11                  | Duo 2   |
| 2    | 3   | Viktor Verhulst     | - Kandidaat S16                                                | Duo 1   | 6    | 3   | Jef Neve              | - Kandidaat S10                                    | Duo 2   |
| 3    | 1   | Rik Verheye         | - Kandidaat S14 - Jurylid S15-heden                            | Duo 3   | 7    | 1   | Average Rob           | - Kandidaat S21                                    | Duo 1   |
| 3    | 1   | Bart Kaëll          | /                                                              | Duo 3   | 7    | 1   | Arno The Kid          | /                                                  | Duo 1   |
| 3    | 2   | Elodie Gabias       | /                                                              | Duo 3   | 7    | 2   | Charlotte Sieben      | /                                                  | Duo 1   |
| 3    | 2   | Timon Verbeeck      | - Kandidaat S22                                                | Duo 3   | 7    | 2   | Manu Van Acker        | - Kandidaat S21 - Jurylid S22                      | Duo 1   |
| 3    | 3   | Jani Kazaltzis      | - Jurylid S10-S13, S17-S19                                     | Duo 3   | 7    | 3   | Robin Keyaert         | /                                                  | Duo 1   |
| 3    | 3   | Kim Van Oncen       | - Kandidaat S18                                                | Duo 3   | 7    | 3   | Ingeborg              | /                                                  | Duo 1   |
| 4    | 1   | Thomas Huyghe       | - Kandidaat S17, S20                                           | Duo 1   | 8    | 1   | Maaike Cafmeyer       | - Kandidaat S4, S8 - Jurylid S14-S15, S17, S20-S21 | Duo 2   |
| 4    | 1   | Jelle De Beule      | - Kandidaat S7, S10 - Jurylid S11-S13, S17-heden               | Duo 1   | 8    | 1   | Anastasya Chernook    | - Kandidaat S22                                    | Duo 2   |
| 4    | 2   | Lynn Van den Broeck | /                                                              | Duo 1   | 8    | 2   | Steven Van Herreweghe | - Kandidaat S5 + S9 - Jurylid S10, S12, S20-heden  | Duo 2   |
| 4    | 2   | Wim Willaert        | - Kandidaat S12 - Jurylid S22-heden                            | Duo 1   | 8    | 2   | Daan Alferink         | - Kandidaat S22                                    | Duo 2   |
| 4    | 3   | Daphne Agten        | - Kandidaat S22                                                | Duo 1   | 8    | 3   | Annemie Struyf        | - Kandidaat S2 - Jurylid S9-S10                    | Duo 2   |
| 4    | 3   | Janne Desmet        | /                                                              | Duo 1   | 8    | 3   | Sven de Leijer        | - Kandidaat S12 - Jurylid S10, S13-S18, S20-heden  | Duo 2   |

## Kijkcijfers

### Seizoen 1
| Afl. | Uitzenddatum      | Kijkcijfers | Presentatie     | Presentatie    |
| ---- | ----------------- | ----------- | --------------- | -------------- |
| 1    | 30 september 2024 | 205.522     | Jeroom Snelders | Erik Van Looy  |
| 2    | 1 oktober 2024    | 175.198     | Jeroom Snelders | Erik Van Looy  |
| 3    | 2 oktober 2024    | 196.563     | Jeroom Snelders | Erik Van Looy  |
| 4    | 3 oktober 2024    | 217.455     | Jeroom Snelders | Erik Van Looy  |
| 5    | 7 oktober 2024    | 229.830     | Jeroom Snelders | Jelle De Beule |
| 6    | 8 oktober 2024    | 223.743     | Jeroom Snelders | Jelle De Beule |
| 7    | 9 oktober 2024    | 251.292     | Jeroom Snelders | Erik Van Looy  |
| 8    | 10 oktober 2024   | 240.538     | Jeroom Snelders | Erik Van Looy  |

### Seizoen 2
| Afl. | Uitzenddatum  | Kijkcijfers | Presentatie     | Presentatie   |
| ---- | ------------- | ----------- | --------------- | ------------- |
| 1    | 3 april 2025  | 219.235     | Jeroom Snelders | Erik Van Looy |
| 2    | 10 april 2025 | 300.267     | Jeroom Snelders | Erik Van Looy |
| 3    | 17 april 2025 | 202.939     | Jeroom Snelders | Erik Van Looy |
| 4    | 24 april 2025 | 207.275     | Jeroom Snelders | Erik Van Looy |
| 5    | 1 mei 2025    | 212.567     | Jeroom Snelders | Erik Van Looy |
| 6    | 8 mei 2025    | 216.857     | Jeroom Snelders | Erik Van Looy |
| 7    | 15 mei 2025   | 198.119     | Jeroom Snelders | Erik Van Looy |
| 8    | 22 mei 2025   | 222.022     | Jeroom Snelders | Erik Van Looy |

## Trivia
- Willy Sommers, Laura Lynn en Garry Hagger waren te zien tijdens 2 proeven in aflevering 3 van seizoen 1.
- Gene Bervoets was te zien bij de eerste opdracht van aflevering 4 van seizoen 1.
- Bart Cannaerts nam 2x deel zowel als jurylid als partner van Jeroen van Koningsbrugge in seizoen 1.
- Jonas Geirnaert en Liesa Naert namen als duo deel in beide seizoenen.
- Ann Pira, Loes Van den Heuvel en Wendy Van Wanten waren te zien tijdens de 2de proef in aflevering 6 van seizoen 2.
- Stijn Baert was te zien in de laatste seconden van de 7de aflevering van seizoen 2.